# Fares
Fares este o companie producătoare de ceaiuri și medicamente naturiste din România.
În anul 1929 Andrei Farago a înființat „Digitalis”, devenită ulterior Laboratoarele Fares Bio Vital; acestea au fost integrate în compania de stat Plafar, de care Fares s-a desprins în 1990.
Sediul companiei, laboratoarele, culturile de plante medicinale și fabrica se află în Orăștie (județul Hunedoara).
În anul 2011, Fares a fost pe locul 28 în Top 50 cele mai puternice branduri din România, urmând ca în anul 2012 să urce pe locul 10, conform unui studiu efectuat anual de către Revista Biz.
Cifra de afaceri pentru anul 2020 a fost de peste 102,600,000 RON iar profitul net a fost de peste 21,700,000 RON.